# Viola Poley
Viola Poley, po mężu Viola Kowalschek (ur. 13 kwietnia 1955 w Berlinie) – niemiecka wioślarka , złota medalistka olimpijska i złota medalistka mistrzostw świata.

## Kariera sportowa
Wystąpiła na igrzyskach olimpijskich w Montrealu w 1976, gdzie osada NRD w składzie: Roswietha Zobelt, Jutta Lau, Viola Poley, Anke Borchmann i Liane Weigelt-Buhr (sternik) zdobyła złoty medal w czwórkach podwójnych ze sternikiem. W finale wyprzedziły ZSRR o 2,50 sekundy i osadę Rumunii o 2,77 sekundy. Był to debiut tej konkurencji w programie olimpijskim, tym samym reprezentantki NRD zostały pierwszymi w historii mistrzyniami olimpijskimi w czwórkach podwójnych ze sternikiem kobiet. Był to jednocześnie jej jedyny start olimpijski.
W czwórkach podwójnych zdobyła również złoto na mistrzostwach świata w Amsterdamie (1977). 
W 1976 odznaczona Orderem Zasługi dla Ojczyzny. 
Po zakończeniu kariery ukończyła studia ekonomiczne. Pracowała dla urzędu dzielnicy Köpenick, a następnie jako agentka ubezpieczeniowa.